# Карцев Олексій Дмитрович
Олексі́й Дми́трович Ка́рцев (рос. Алексей Дмитриевич Карцев; *15 листопада 1900, Симбірськ, нині Ульяновськ — †1967, Москва) — російський письменник.

## Біографія
Народився в сім'ї поштового службовця. Навчався в Симбірській класичній гімназії, в Казанському університеті. 1916 року спостерігав за будівництвом гігантського залізничного моста через Волгу. Можливо, це вплинуло на подальший життєвий шлях Карцева. 1918 року, дізнавшись про початок будівництва залізничної лінії Алатир — Симбірськ, влаштувався на неї табельщиком. Потім був шляховиком у селі Кротовка (нині Засвіяжського району Ульяновська).
1920 року добровільно вступив до лав Червоної армії, служив у залізничних військах Волго-Бугульмінської дороги. Після демобілізації продовжив освіту в Московському університеті, який закінчив 1926 року. Став займатися літературною роботою.

## Творчість
Перший літературний твір — нарис «Шеф» (про старого залізничника) — опублікував 1926 року. Праці залізничників присвятив двотомник «Магістраль» (1935—1938), «Слобода» (1938), «Георгій Дромов» (1939), «Народ на трасі» (1946) та інші.
У роки радянсько-німецької війни Карцев був одним з керівників відділу пропаганди Спілки письменників СРСР. Військовій тематиці присвячено його книги «Зелені пагорби», «Зв'язківці» (1942).
Дар'я Земскова у статті «Парторг як літературний герой» писала :
| Подивимося, як парторг здійснює свої функції на сторінках творів літератури соцреалізму. Герой роману О. Карцева «Магістраль», начальник політвідділу Платон Гветадзе, безперервно їздить по дільницях будівництва залізниці. Автор, звичайно, пояснює мету кожної поїздки, але якщо їх скласти докупи, то вийде досить жалюгідна картина: функції парторга полягають лише в тому, щоб зібрати й записати огріхи будови та поскаржитися начальникові будівництва. Показово, що «труди» Гветадзе із збирання «болячок будівництва» «полетіли прахом»: на нараді його не стали слухати. В обов'язки парторга входить і забезпечення побутового порядку трудящих, але автор показує цей бік його роботи занадто спрощено: виходить, що на плечі парторга часто лягають чужі обов'язки. |
В одному з епізодів роману «Магістраль» Карцев художньо зобразив катастрофу на Тилігульському насипу, що сталася 24 грудня 1875 року (за старим стилем), показавши її очима одного з новобранців:
| Він розплющив очі, коли весь потяг був уже в яру, під насипом. Дико вили, стогнали люди, уламки вагонів громадилися над мертвими і ще живими, і над усім свистала заметіль, і сніг летів до неба, як дим. Новобранець хотів зітхнути і не міг. Він лежав під горою із заліза і дерева, і раптом побачив, що ця гора — вогнище. Вогненні язики металися всюди, тріщали дошки, сичав сніг. По дну яру, під самим Тилігульським насипом була кам'яна «труба» — для стоку весняних і дощових вод. Поїзд горів, і вітер сильно та швидко роздмухував вогонь у трубі, як в топці каміна. Новобранцеві раптом обпекло бік, він закричав і заворушився під уламками і, крутячи головою, побачив, що й праворуч і ліворуч разом із деревом горять люди і шматки людей. Прямо над ним запалала волохата папаха і звалилася, палаючи, йому на груди. Він задихнувся від жару і побачив останнім поглядом обличчя солдата, з якого впала папаха. Це був той самий солдат-конвоїр, який говорив уночі про жарку солдатську службу. Усе таким же байдужим було кам'яно-сіре мертве обличчя солдата, і вуса його, жорсткі і густі, горіли, потріскуючи та їдко воняючи смаленим. Новобранець смикнувся весь від страшного опіку в обличчя. Він завив протяжно і тонко, через те, що не міг померти. Він ще горів, але вже не бачив нічого. Він був сліпий. Коли на місце аварії приїхали начальники-інженери, майже весь поїзд згорів до тла. Окрім кількох, що помирали, тільки попіл залишився від новобранців. Навіть найбоязкіші з російських газет вимагали нещадного суду над дорожнім майстром і його начальниками. Майстер зник, а начальникам присудили по чотири місяці в'язниці заочно, тому що начальники не захотіли з'явитися до суду. Але тут почалася війна, і начальників, як людей, незамінних для перевезення солдатів, звільнили від покарання. |

## Зовнішні посилання
- Енциклопедія Ульяновської області. Карцев Олексій Дмитрович[недоступне посилання з липня 2019](рос.)
- Починали на дорозі[недоступне посилання з липня 2019](рос.)